# Louis Jung

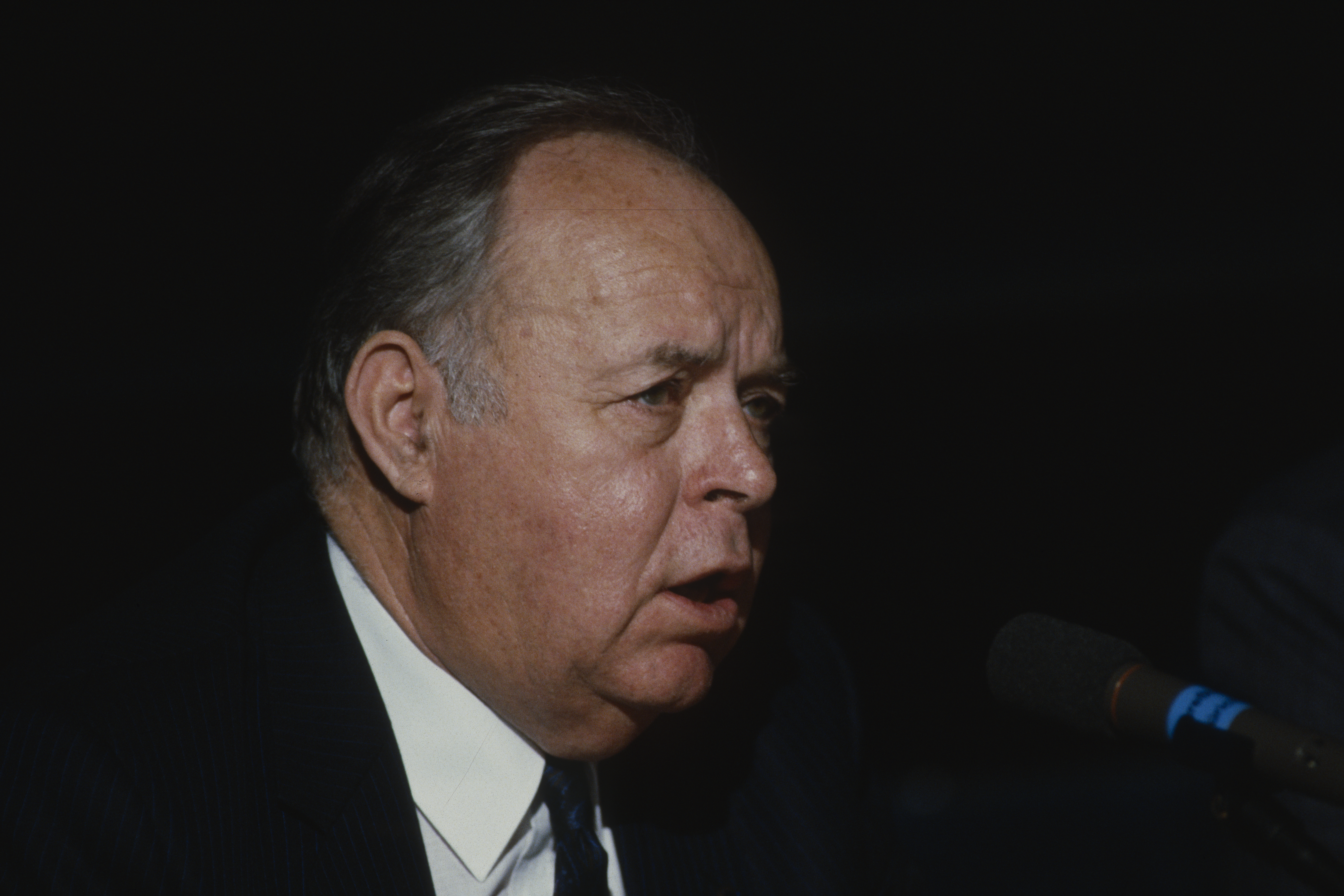
Louis Jung (1986)

Louis Jung (* 18. Februar 1917; † 22. Oktober 2015) war ein französischer Politiker der Centre des démocrates sociaux.

## Leben
Von 1953 bis 1959 war Jung Bürgermeister von Altwiller im nordwestlichen Elsass, von 1959 bis 1995 war er Bürgermeister der benachbarten Gemeinde Harskirchen.
Von 1959 bis 1995 war Jung als Senator für das Département Bas-Rhin im Senat tätig. Von 1986 bis 1989 war er Präsident der Parlamentarischen Versammlung des Europarates.